# Lubenia
Lubenia – wieś w Polsce położona w województwie podkarpackim, w powiecie rzeszowskim, w gminie Lubenia.
Wieś leży nad strugą Lubenka prawobrzeżnym dopływem Wisłoka.
| SIMC    | Nazwa        | Rodzaj    |
| ------- | ------------ | --------- |
| 0654144 | Budy         | część wsi |
| 0654150 | Debrzczak    | część wsi |
| 0654167 | Gwoździec    | część wsi |
| 0654173 | Horodna      | część wsi |
| 0654180 | Jasienniki   | część wsi |
| 0654196 | Kosina       | część wsi |
| 0654204 | Księży Lasek | część wsi |
| 0654210 | Liszowiec    | część wsi |
| 0654227 | Maternówka   | część wsi |
| 0654233 | Obręczna     | część wsi |
| 0654240 | Okop         | część wsi |
| 0654256 | Przylasek    | część wsi |
| 0654262 | Słociny      | część wsi |
| 0654279 | Strona Mokra | część wsi |
| 0654285 | Strona Sucha | część wsi |
| 0654291 | Żbery        | część wsi |

Miejscowość jest siedzibą gminy Lubenia oraz parafii św. Urszuli, należącej do dekanatu Tyczyn, diecezji rzeszowskiej.
W latach 1954–1972 wieś należała i była siedzibą władz gromady Lubenia. W latach 1975–1998 miejscowość administracyjnie należała do województwa rzeszowskiego.
21 czerwca 1943 oddziały Gestapo, żandarmerii i policji niemieckiej z Rzeszowa spacyfikowały wieś. W wyniku akcji niemieckiej śmierć poniosło 4 mieszkańców oraz mieszkające bez zameldowania małżeństwo z Warszawy.

## Ludzie związani z Lubenią
Franciszek Łuszczki (1886-1955) – polski ksiądz katolicki, starszy kapelan Wojska Polskiego